# Namukulu
Namukulu – miejscowość w Niue (terytorium stowarzyszone z Nową Zelandią), 5 kilometrów od Alofi, pomiędzy wioskami Tuapa i Hikutavake. 

## Ludność
Populacja wioski zmniejszała się stopniowo: 53 mieszkańców w 1986 roku, 28 (1997), 14 (2006), 12 mieszkańców w tym 5 kobiet i 7 mężczyzn (2011), a w 2017 roku mieszkało tu 11 osób. 

## Geografia
Z Namukulu sąsiaduje plaża Hio, do której ze skalnego zbocza prowadzą drewniane schody. Podczas odpływu odsłania się mała piaszczysta plaża. Nieco dalej od Namukulu znajdują się baseny Limu (Limu Pools) – naturalny, uformowany w skale basen z przejrzystą wodą.  

## Turystyka
W wiosce działa ośrodek dla turystów i restauracja. 